# David Mella
David Mella Boullón (Teo, La Coruña; 23 de mayo de 2005) es un futbolista español que juega como extremo derecho en el Deportivo de La Coruña de la Segunda División española. Es campeón de Europa con la selección española sub-19, tras derrotar a Francia en Belfast en la final del Campeonato de Europa de selecciones sub-19 por 2 goles a 0.

## Trayectoria
Mella es un jugador formado en el Club San Francisco hasta categoría alevín, cuando ingresa en 2017 en la cantera del Deportivo de La Coruña. En edad cadete, se proclamó campeón de España con el Juvenil A en la temporada 2020-21 a las órdenes de Óscar Gilsanz.
En la temporada 2021-22, disputaría 5 partidos en la UEFA Youth League con el juvenil deportivista.
En la temporada 2022-23, forma parte de la plantilla del RC Deportivo Fabril de la Tercera Federación, con el que consiguió el ascenso a Segunda Federación.
El 20 de mayo de 2023, hace su debut con el primer equipo del Deportivo de La Coruña en la penúltima jornada de liga de la Primera Federación, en un encuentro frente al Algeciras CF.
El 19 de julio de 2023, renueva su contrato con el Deportivo de La Coruña hasta 2026.
El 1 de febrero de 2024, forma parte de la primera plantilla del Deportivo de La Coruña de la Primera Federación, con el que juega 28 partidos, en los que anota 6 goles y 4 asistencias, logrando el ascenso a Segunda División española.

### Internacional
El 30 de enero de 2020, debuta con la Selección de fútbol sub-15 de España en un encuentro frente a Irlanda, con la que disputaría 3 encuentros amistosos.
El 18 de agosto de 2021, debuta con la Selección de fútbol sub-17 de España en un encuentro frente a Irlanda, con la que disputaría 5 encuentros y lograría la victoria en el Torneo del Algarve.
En 2022, formaría parte de la Selección de fútbol sub-18 de España, con la que disputa 2 encuentros amistosos.
El 17 de enero de 2024, debuta con la Selección de fútbol sub-19 de España en un encuentro frente a Italia. El 28 de julio de 2024 España derrota a Francia por 2 goles a 0 en la final del Campeonato de Europa celebrado en Irlanda del Norte.

## Clubes
Actualizado al último partido disputado el 3 de marzo de 2025.
| Club                   | País   | Año       | Partidos | Goles |
| ---------------------- | ------ | --------- | -------- | ----- |
| RC Deportivo Fabril    | España | 2021-2023 | 38       | 4     |
| Deportivo de La Coruña | España | 2024-act. | 63       | 15    |

## Palmarés

### Títulos internacionales
| Título                               | Equipo        | Sede              | Año  |
| ------------------------------------ | ------------- | ----------------- | ---- |
| Campeonato Europeo de la UEFA Sub-19 | España sub-19 | Irlanda del Norte | 2024 |